# Ijzim
Ijzim (parfois Ikzim ; en arabe : إجزم) est un ancien village arabe palestinien qui se trouvait à 19,5 kilomètres au sud de la ville de Haïfa.
Dans la Palestine mandataire, le village relevait du sous-district de Haïfa.
La majorité des familles d'Ijzim, dont les Madi, les Nabhani et les Alhassan, étaient issues de la tribu des Bani Nabhan. Ensemble, ils possédaient plus de 40 000 dunams (40 km²) de terres et leur village était considéré comme l'un des plus riches de Palestine.
Ijzim a perdu ses habitants pendant la guerre israélo-arabe de 1948. Le 24 juillet 1948, un groupe des forces spéciales israéliennes composé de membres des brigades Golani, Carmeli et Alexandroni a attaqué le village dans le cadre de l'opération Shoter. Une grande partie de sa population a fini par trouver refuge à Jénine.

## Histoire

### Période ottomane
En 1596, Ijzim était un village de la nahiya de Shafa (liwa ' de Lajjun) et comptait 10 ménages musulmans, environ 55 personnes. Les villageois payaient un impôt au taux fixe de 25% sur plusieurs récoltes, notamment le blé, l'orge et les olives, ainsi que sur d'autres types de produits tels que les chèvres et les ruches, pour un total de 12 000 akçe.
Le village apparait, bien que mal placé, sur la carte composée par Pierre Jacotin lors de l'invasion de Napoléon en 1799, sous le nom d' Egzim.
Ijzim a été le foyer principal de la famille Banu Madi et la principale localité de la région pendant une partie du XVIIIe siècle et la première moitié du XIXe siècle. La « zone d'origine » de cette famille comprend la région côtière au sud du Carmel et le versant occidental du Jebel Naplouse. À cette époque, les Banu Madi étaient la famille la plus influente dans le sud de la Galilée et sur la côte. Leur apogée semble avoir eu lieu entre la fin du règne de Jazzar Pacha (1804) et l'occupation égyptienne (1831). Mas'ud al-Madi, gouverneur de Gaza au moment de l'invasion égyptienne, a perdu la vie du fait de sa participation au soulèvement anti-égyptien de 1834, tandis que d'autres membres du clan ont été mis en prison et que certains se sont réfugiés à Constantinople. Après le retour des Ottomans, des membres de la famille ont été nommés cheikhs ou gouverneurs à Ijzim, Haïfa et Safad. Mais dans les années 1850, la famille al-Madi d'Ijzim ne constituait plus une puissance locale comparable à certaines familles de Naplouse ou d'Hébron.
En 1859, Ijzim a reçu la visite du consul britannique Rodgers, qui a estimé sa population à 1 000 habitants, cultivant 64 feddans de terre.
Visitant les lieux en 1870, l'explorateur français Victor Guérin a remarqué, à « la porte d'une mosquée [...] une colonne de marbre provenant de quelque édifice antique » ; dans un vallon en contrebas, « un puits carré de grande dimension, et bâti avec des pierres régulières d'appareil moyen [...] surmonté d'une construction voûtée » ; près de là, « un birket actuellement hors d'usage et à moitié comblé » et plus loin « les arasements d'une ancienne tour, mesurant quinze pas de long sur dix de large et construite avec des blocs considérables ». En 1873, la Survey of Western Palestine a recensé trois anciennes tombes taillées dans le roc au nord du village.

### Mandat britannique

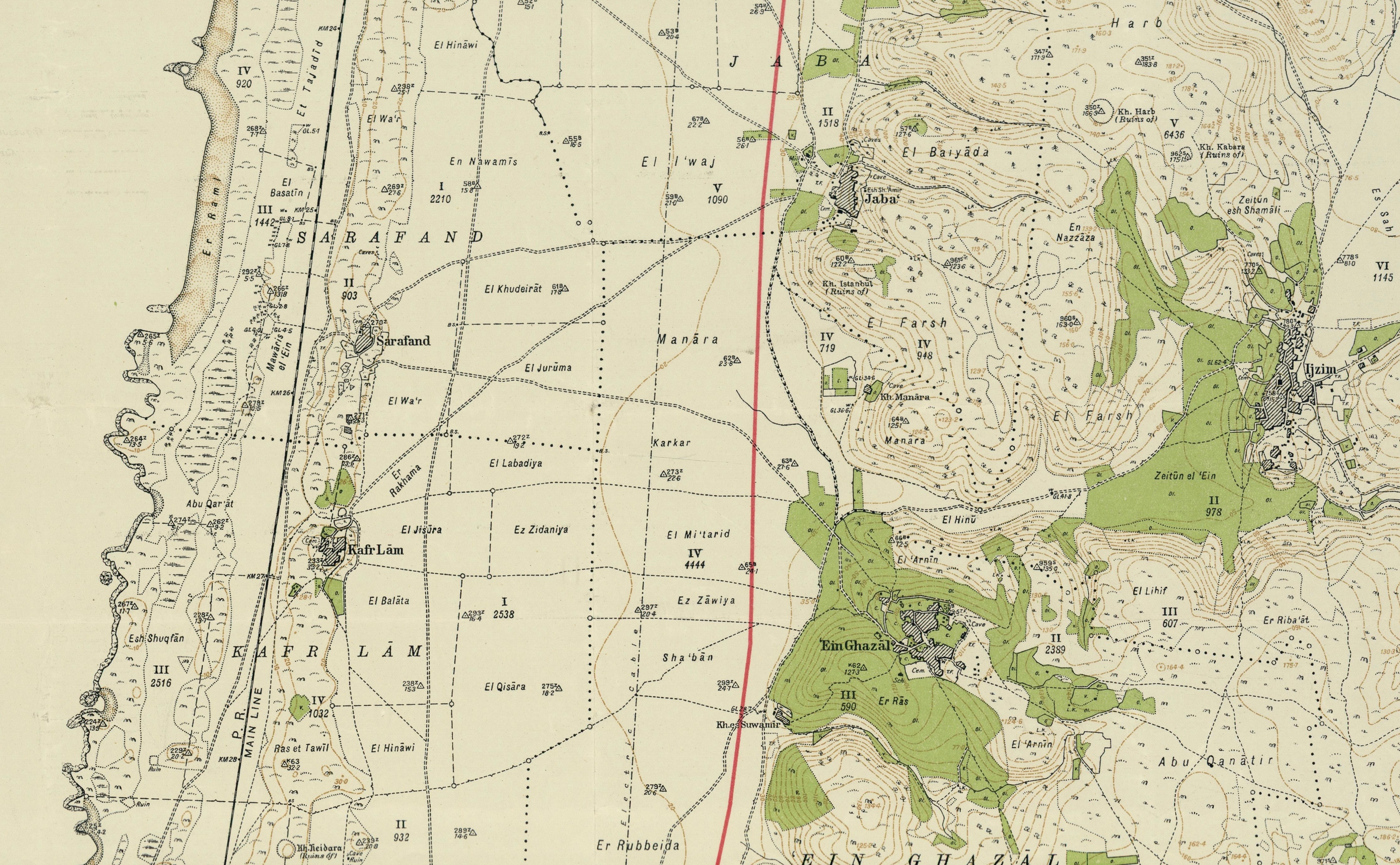
Ijzim (Ijizm), carte de 1938 (1:20 000).

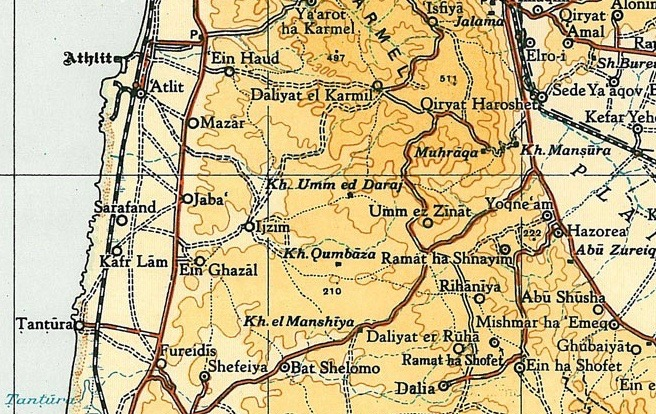
Ijzim (Ijizm), carte de 1945 (1:250 000).

Lors du recensement de la Palestine de 1922 effectué par les autorités du mandat britannique, Ijzim comptait 1 610 habitants, tous musulmans à l'exception d'un chrétien. Dans les données du recensement de 1931, Ijzim est regroupé avec Khirbat Al-Manara, Al-Mazar et Qumbaza : la population de l'ensemble était de 2 160 personnes, dont 88 chrétiens et 2 082 musulmans, pour un total de 442 maisons.
Dans les statistiques de 1945, la population d'Ijzim était de 2 970 habitants, dont 2 830 musulmans et 140 chrétiens, et disposait de 45 905 dunams de terre selon une enquête officielle sur les terres et la population. 2 367 dunams étaient dévolus aux plantations et aux terres irrigables et 17 791 aux céréales tandis que les terrains bâtis (urbains) occupaient 91 dunams.

### Guerre de 1948 et suites
Pendant la guerre de 1948, Ijzim a été l'un des trois villages du Petit Triangle qui ont bloqué pendant plusieurs mois les transports des forces juives sur la route principale Tel Aviv-Haïfa. Les forces juives ont tenté à deux reprises de prendre le village sans succès. Leur troisième tentative, le 24 juillet 1948, a impliqué le recours aux tirs de canon et aux frappes aériennes dans une bataille acharnée qui a duré deux jours. Ayant eu lieu lors d'une trêve officielle, l'attaque a été qualifiée d'« opération de police » et les autorités israéliennes ont par la suite affirmé aux Nations Unies qu'aucun avion militaire n'avait été impliqué.
Du 24 au 26 juillet, la plupart des villageois ont été expulsés ou ont fui. La majorité s'est retrouvée dans la région de Jénine, de l'autre côté des lignes d'armistice tracées en 1949. D'autres se sont réfugiés dans le village druze voisin de Daliyat al-Carmel. Plusieurs dizaines d'habitants d'Ijzim ont été autorisés à rester dans leurs foyers grâce aux relations qu'ils entretenaient avec des Juifs influents. Ils ont continué à travailler leurs terres, envoyant les produits agricoles à Haïfa. Ils ont été enregistrés lors du premier recensement israélien et ont reçu des cartes d'identité israéliennes.
En décembre 1948, une controverse s'est élevée entre les protecteurs juifs des habitants d'Ijzim et le commandant militaire du district de Haïfa à propos du maintien de la présence des villageois. Il a été décidé que les villageois restés à Ijzim pouvaient rester et que ceux qui s'étaient réfugiés à Daliyat al-Carmel seraient autorisés à rentrer. Cependant, le commandant du district est revenu sur sa parole et a ordonné l'expulsion des villageois, qui se sont alors réfugiés dans le village voisin de Fureidis.
Meron Benvenisti soutient que l'une des considérations ayant conduit à l'expulsion des habitants d'Ijzim était l'intérêt des responsables des services de colonisation pour en faire un moshav d'immigrés. Au cours de l'été 1949, quelques mois après l'expulsion des villageois, un moshav composé d'immigrants de Tchécoslovaquie et de Roumanie a été établi à Ijzim et nommé Kerem Maharal.
Dans de nombreux villages dépeuplés lors de l'exode palestinien de 1948, les maisons arabes ont été démolies et des colonies juives permanentes ont été construites là où elles se trouvaient. Mais les maisons d'Ijzim ont été entretenues par les nouveaux immigrants. Le luxueux madafeh (maison d'hôtes, voir Diwan-khane) de la famille al-Madi, datant du XVIIe siècle est devenu un musée puis la maison d'une famille juive, l'école du village a été transformée en synagogue et le cimetière du village en parc public. La grande mosquée du village, construite au XIXe siècle, a été laissée à l'abandon.
Certains villageois d'Ijzim ont tenté de conserver leurs terres, vivant pendant quelques années dans des cabanes à toit de tôle et autres structures temporaires. Cependant, tous - à l'exception d'une famille - ont finalement accepté d'échanger leurs propriétés d'Ijzim contre des terrains à bâtir dans le village de Fureidis. La seule famille arabe qui ait résisté à la pression continue de vivre dans sa propre maison à côté d'une source sacrée appelée Sitt Maqura, où aujourd'hui Arabes et Juifs viennent prier et allumer des bougies.
Ami Ayalon, ancien chef du Shin Bet, vit dans l'une des anciennes maisons d'Ijzim.
Andrew Petersen, un archéologue spécialiste de l'architecture islamique, a arpenté le village en 1994 et décrit deux structures majeures : la mosquée et le « château ».

## Démographie
| Année                                   | Chrétiens | Musulmans  | Juifs | Population totale |
| --------------------------------------- | --------- | ---------- | ----- | ----------------- |
| 1596                                    | 0         | 10 ménages | 0     | 55                |
| 1859                                    | -         | -          | 0     | 1 000             |
| 1887                                    | 0         | 1 710      | 0     | 1 710             |
| 1922                                    | 1         | 1 609      | 0     | 1 610             |
| 1945                                    | 140       | 2 830      | 0     | 2 970,            |
| 1949 : création du moshav Kerem Maharal |           |            |       |                   |
| 1950                                    | -         | > 100      | -     | -                 |
| 1960                                    | 0         | > 10       | -     | -                 |
| 1970                                    | 0         | > 10       | -     | -                 |
| 1980                                    | 0         | 1          | -     | -                 |
| 2006                                    | 0         | 0          | 566   | 566               |

## Personnalités
- Adnan Awad, homme politique, révolutionnaire
- Mas'ud al-Madi, homme politique, révolutionnaire
- Mu'in al-Madi, homme politique
- Taqiuddin al-Nabhani, juge, érudit, homme politique
- Yusuf an-Nabhani, juge, poète, érudit